# پسر جدید (فیلم ۲۰۲۳)
پسر جدید (به انگلیسی: The New Boy) یک فیلم درام منتشرنشده محصول ۲۰۲۳ استرالیا به نویسندگی و کارگردانی وارویک تورونتون است. از بازیگران آن می‌توان به کیت بلانشت، اسوان رید، دبورا میلمن و وین بلر اشاره کرد. بلانشت همچنین به عنوان یک تهیه‌کننده از شرکت دیرتی فیلمز پروداکشنز خود در این پروژه حضور دارد.
این فیلم همچنین نمایش جهانی خود را در بخش نوعی نگاه از جشنواره فیلم کن ۲۰۲۳ در تاریخ ۱۹ مهٔ ۲۰۲۳ داشت. این فیلم قرار است که در استرالیا توسط رودشو فیلمز در تاریخ ۶ ژوئیه ۲۰۲۳ منتشر شود.

## داستان
دهه ۱۹۴۰ در استرالیا، یک پسربچه بومی یتیم ۹ ساله (اسوان رید) در یک صومعه دورافتاده که توسط یک راهبه مرتد (کیت بلانشت) اداره می‌شود، گیر افتاده‌است.